# 사토 칸타

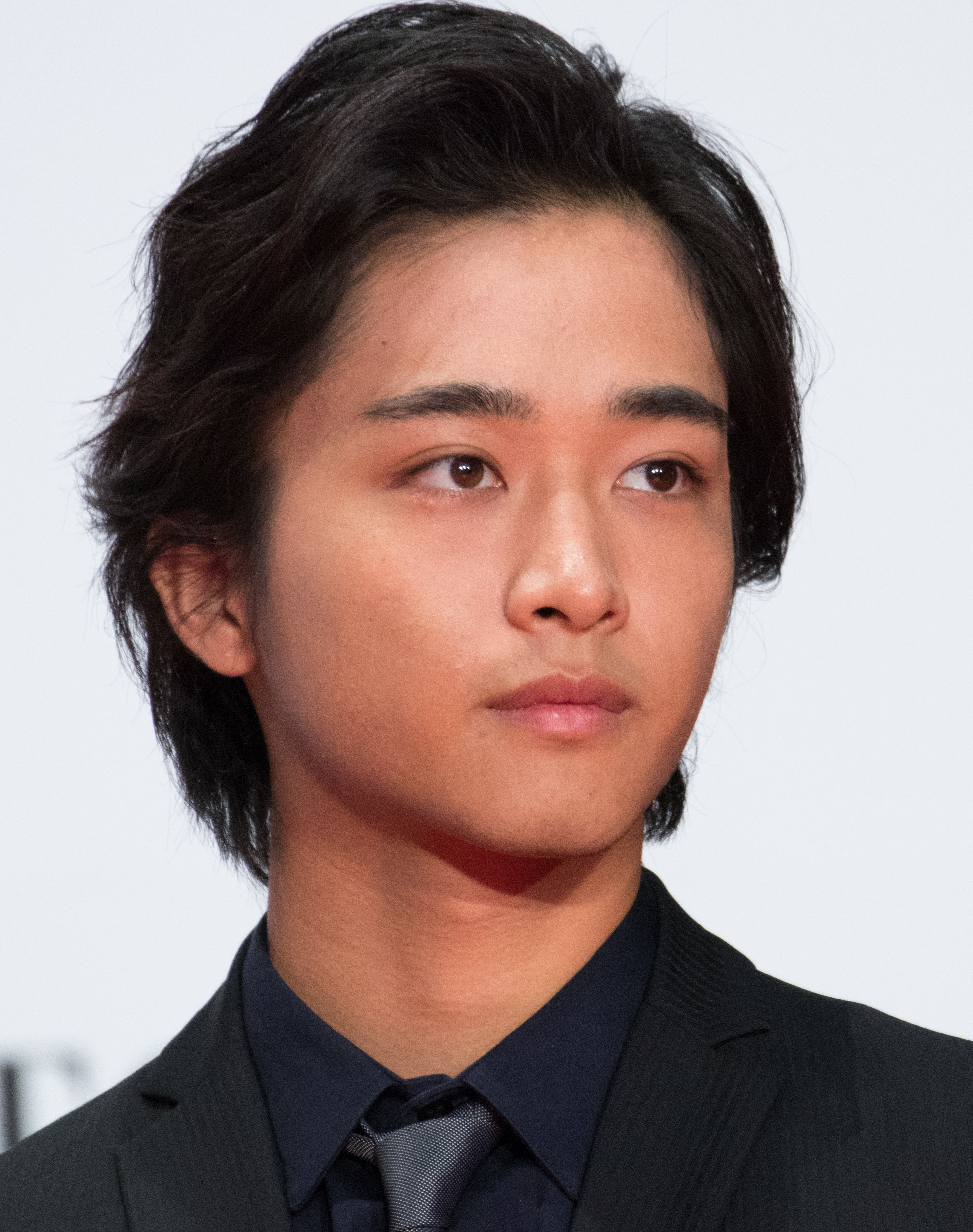

사토 칸타(Kanta Sato, 1996년 6월 16일 ~ )는 일본의 배우, 텔레비전 배우이다.
후쿠오카현에서 태어났다.

## 방송
- 미식탐정 아케치 고로
- 주재형사 2
- 숙녀표표권 : 두근두근 권법 수련기
- 내 첫사랑을 너에게 바친다
- 주재형사
- 탐정이 너무 빨라